# Мужская сборная Азербайджана по гандболу
Мужская сборная Азербайджана по гандболу — национальная команда по гандболу, представляющая Азербайджан на международных соревнованиях. Управляется Федерацией гандбола Азербайджана.

## История
Мужская сборная Азербайджана по гандболу не участвовала в крупных международных соревнованиях. Она выступает в квалификации чемпионата Европы, однако ни разу не сумела выйти в финальную часть.
В 2005 году азербайджанцы впервые выступили в гандбольном турнире Игр исламской солидарности в Мекке. На групповом этапе они потерпели поражения от сборных Туниса (29:42) и Бахрейна (28:38) и выбыли из розыгрыша.
В 2017 году сборная Азербайджана участвовала в Играх исламской солидарности в Баку. Победив сборную Пакистана (43:36) и уступив Саудовской Аравии (31:38) и Алжиру (22:25), азербайджанцы заняли 3-е место в группе и в стыковом матче за 5-6-е места победили Марокко (31:25).
В 2021 году на Играх исламской солидарности в Конье азербайджанские гандболисты на групповом этапе проиграли Турции (19:29) и Ирану (20:42), а в стыковом матче за 5-6-е места получили техническую победу над сборной Марокко (10:0).
Азербайджанцы трижды участвовали в чемпионате развивающихся стран, в котором выступают сборные государств, где гандбол не вышел на высокий уровень.
В 2017 году в Болгарии азербайджанцы победили Андорру (31:23), проиграли Болгарии (34:41) и Кипру (28:32). В плей-офф за 9-16-е места сборная Азербайджана выиграла у Армении (39:21), Ирландии (41:33) и уступила Молдавии (31:45), финишировав на 10-й позиции.
В 2019 году в Тбилиси сборная Азербайджана на групповом этапе выиграла у Индии (45:29), уступив Колумбии (30:35), Великобритании (35:36), Кубе (26:31) и Китаю (26:35). В плей-офф за 9-12-е места азербайджанцы победили Мальту (37:22) и потерпели поражение от Индии (28:46), заняв 10-е место.
В 2023 году в Варне азербайджанцы на групповом этапе проиграли Болгарии (19:30) и Нигерии (17:35), а в плей-офф за 9-12-е места не справились с Гватемалой (20:28) и Мальтой (20:31), расположившись на последнем, 12-м месте.

## Результаты выступлений

### Чемпионаты развивающихся стран
- 2017 — 10-е место
- 2019 — 10-е место
- 2023 — 12-е место

### Игры исламской солидарности
- 2005 — 9-13-е места
- 2017 — 5-е место
- 2021 — 5-е место